# Chris McSorley
Chris McSorley (Hamilton (Canada), 22 marzo 1962) è un ex hockeista su ghiaccio e allenatore di hockey canadese.

## Palmarès

### Allenatore
- ECHL: 2

Toledo Storm: 1992-93, 1993-94
- Coppa Spengler: 2

Servette: 2013, 2014
- NLB: 1

Servette: 2001-02